# أندريا باربر
أنديرا باربر (بالإنجليزية: Andrea Barber) ، هي ممثلة أمريكية من مواليد 3 يوليو عام 1976م في لوس أنجلوس الأمريكية، واشتهرت بمشاركتها في مسلسل فول هاوس.

## وصلات خارجية
- أندريا باربر على موقع IMDb (الإنجليزية)
- أندريا باربر على موقع روتن توميتوز (الإنجليزية)
- أندريا باربر على موقع ألو سيني (الفرنسية)
- أندريا باربر على موقع أول موفي (الإنجليزية)
- أندريا باربر على موقع إن إن دي بي (الإنجليزية)
- أندريا باربر على موقع قاعدة بيانات الفيلم (الإنجليزية)
- أندريا باربر على موقع كينوبويسك (الروسية)
- Full House: 20 Years Later